# Cube
Cube är kanadensisk film i regi av Vincenzo Natali, som vann pris för bästa kanadensiska långfilmsdebut på Toronto International Film Festival 1997.

## Handling
Sju personer med olika bakgrund vaknar upp i varsitt kubformat rum utan att veta hur de hamnat där. Varje rum är försett med sex dörrar, en på varje sida. Varje dörr leder vidare till ett identiskt rum, sånär som på dess färg. Främlingarna finner snart varandra och upptäcker att detta komplex av kubformade rum är gigantiskt, och att vissa rum innehåller dödliga fällor. De börjar samarbeta för att försöka ta sig ut ur denna labyrint. Detta försvåras inte bara av fällorna, utan också av att rummen då och då ändrar position i förhållande till varandra. Medan de försöker ta sig ut försöker de också förstå hur de hamnat där och vad som är meningen med alltihop.

## Om filmen
- Filmen spelades in med handkamera i ett uppbyggt kubiskt rum i en filmstudio i Toronto. Genom att byta färgpaneler på väggarna fick man det att se ut som om det var många olika rum.

- Cube är möjligen inspirerad av den amerikanska TV-filmen The Cube från 1969 (regisserad av Jim Henson), som handlar om en man som vaknar upp i en vit kub från vilken han inte kan komma ut trots att andra människor kan komma in.

- Cube fick två uppföljare av andra regissörer, Cube 2: Hypercube (2002) och Cube Zero (2004).

## Rollista
- Nicole de Boer - Leaven, matematikstuderande
- Nicky Guadagni - Helen Holloway, läkare
- David Hewlett - David Worth, arkitekt
- Andrew Miller- Kazan, hjärnskadad man efter omfattande hjärnkirurgi.
- Julian Richings - Alderson, den förstkommande
- Wayne Robson - Rennes, förrymd fånge
- Maurice Dean Wint - Quentin, polis

Alla sju karaktärerna är uppkallade efter fängelser. San Quentin är ett fängelse i Kalifornien, Alderson i West Virginia, Leavenworth i Kansas, Holloway i England, Kazan i Ryssland och Rennes i Frankrike.